# Augeron
Pour l’article homonyme, voir Augeron (cheval).
L'augeron est une variété de parler normand pratiquement disparue du pays d'Auge, à cheval entre les départements du Calvados et de l'Orne et quelques communes de l'Eure. 

## Expressions et mots, notamment utilisés en pays d'Auge
On rencontre quelques ellipses comme celle du « de » dans en face l'église (connue ailleurs) ou celle du « en » dans être colère (connue ailleurs) et la fameuse forme dégradée et omniprésente  euh ! lââ ou  éh ! lââ (avec un a très long et très accentué qui ressemble presque à un o) de l'interjection « oh ! là ». De manière générale, les accents circonflexes sont très marqués sur les a, les sons « è » notés avec l'orthographe « ai s ou « et » sont prononcés « é ». Mais ce sont surtout des vocables qui distingue le parler augeron.
- Affaiter : assaisonner en Haute Normandie
- Une bancelle : tabouret utilisé pour traire les vaches
- Une banque : talus (commun au Cauchois, Roumois, Cotentin, etc.)
- Barrer : fermer à clé, « barrer une porte » (commun à d'autres formes de normand, cf. jerriais)
- Beire (ou bère) : cidre (commun au Roumois, etc.). Exemple: On va aller prendre un coup de bère.
- Une berne : bas-côté de la route
- Une berrouette (prononcé comme en deux mots bère ouette): brouette
- Un(e) bezot(te) : petit enfant, dernier-né de la famille (commun au Cauchois, Roumois, etc.)
- Des bibets : essaim de moucherons
- Un blin : bélier. « Faire sa tête de blin » signifie être têtu (commun au nord-ouest au sens de bélier)
- Un bossu : un lièvre
- Une bouillotte : alambic (commun au Cauchois, Roumois, etc.) et par extension, le bouilleur de cru
- Une bourre : femelle du canard
- Une bourrée : fagot
- Une catin : poupée, mais aussi femme de mauvaise vie (est français)
- Chani : moisi
- Un capucin : lièvre (la forme bourri se rencontre aussi. Ce mot s'emploie surtout pour désigner l'âne dans différents patois. Provient peut-être du fait que le lièvre est supposé bête)
- Cauches : indifféremment chaussons ou chaussettes, forme normanno-picarde de « chausse », désigne les chaussettes en normand septentrional
- Cauquer : s'accoupler pour des oiseaux et par extension, « se faire cauquer » signifie se faire prendre (par la police), se faire avoir (dans une affaire commerciale par exemple). Le terme provient vraisemblablement du mot « coq » dont le o est très accentué.
- Chaniyer : jouer à se bagarrer, à la façon des chiots, des chatons, par extension, taquiner, agacer, chercher les ennuis
- Une chartrie : hangar à charrettes -(commun au Normand et ailleurs)
- Chiquer : mordre (pour un chien)
- Une cour : pré
- Une criature : créature, individu
- Défunts nos gens : nos parents décédés
- Déganer : imiter
- Dépalisé : décoloré
- Une doche parfois prononcé dogue : plante sauvage du genre Rumex
- Ébluéter : éblouir "les phares ça m'ébluète"
- Écoué-meulé (prononcé émouèmlé) : ébréché (pour une assiette ou un bol, par exemple)
- Un Ecurage : nettoyage (pour une étable)
- Emballage : serpillière, "toile à pavé", parfois la pouche ou pouque
- Faire bouillir : distiller, « i’fait toujou’ bouillir » (commun au normand)
- Follir : devenir fou
- Un gambon : calamus d'une plume
- Une gâpette : casquette, commun au normand
- Une goule : bouche, visage (commun au Normand et ailleurs à l'ouest). Présent dans l'expression « mille-goules » signifiant « très gourmand »
- Une goulée : bouchée, de nourriture ou de boisson, "tout agneau qui bêle perd sa goulée", ne parle pas à table!
- Une goutte : eau-de-vie, est commun au français
- Un greffier : chat mâle
- Du gros bère : cidre pur jus, commun au cauchois, roumois, etc.
- Un horzain : étranger au village, à la région (commun au Cauchois et au Roumois)
- Hou : il (pronom). Exemple:  Fais gaffe au quin, hou chique. (Fais attention au chien, il mord.)
- Iau : eau, « un siau d’iau » (= un seau d’eau) (commun au Normand et ailleurs)
- Juquer (se) : se percher, « Où qu’elle est ‘core juquée ? » (commun au Cauchois, au Roumois, etc.). Par extension « déjuquer » signifie soit tomber, faire tomber ou se lever (du lit) (« Ell' té 'core pas déjuquée! »)
- Joco : nom du pain, de la grande baguette à Grand-Quevilly 76 : un Joco sur plaque ou sur pavé !
- Une Lisse : traverse de barrière
- Locher : secouer, « il est parti locher les pommes » (commun au Cauchois et au Roumois, existe avec une nuance de sens en français)
- Un louchet : bêche (commun au français au sens de « bêche étroite »)
- Mâquer : manger, forme normanno-picarde de « mâcher » (commun au cauchois, au roumois)
- Une mauvaiseté : méchanceté
- Une menterie : mensonge (vieux français, survit dans certains dialectes)
- Un mi : bisou
- Mouvette : cuillère en bois (commun au Normand)
- Mucher : cacher, « qui qu’t’as muché sous ta blaude ? » (commun au Normand et au Picard)
- Mucre, muc ou remuc : moisissure, comme dans l'expression « ça sent l’mucre » ou « ça sent le remuc » (commun au Normand) et par extension une mauvaise odeur dans une chambre non aérée ou mal aérée.
- Hourdé : sali, taché (dérive du verbe hourdir qui désigne le fait de combler un entre-colombage avec un mortier assez liquide ou visqueux)
- Piant : sale, dégoutant, répugnant ou mauvais au goût (voire à l'odeur dans l'expression ça sent piant!) (commun au normand)
- Un picot : dindon (commun au normand) "je vais à la foire aux picots de Lisieux"
- Pigner : pleurnicher
- Piler : écraser les pommes ou du foin pour le tasser sur une meule. Par extension, écraser quelque chose avec le pied (est commun au normand) "le cheval a pilé sur sa longe"
- La plante : la haie, "va tailler la plante !"
- Pommerole : primevère à grandes fleurs
- Une porette : jeunes poireaux à replanter. Utilisé aussi dans l'expression « se faire locher la porette » signifiant se faire bastonner.
- Une pouche ou pouque : grand sac de toile (commun au Normand du sud de la ligne Joret), donc au sud du pays d'Auge la prononciation « pouche » domine. Dans le nord, on prononce pouque comme en cauchois, roumois, etc.
- Une quève : chèvre, commun au cauchois, roumois
- Une rade : allée, chemin privé
- Une rasière : quantité de pommes équivalant approximativement à 37 kg. Deux paniers de pommes donnaient une rasière (commun au Normand avec des variations de quantité)
- Un rébétain : le plus petit, chétif d'une portée (chiots, porcelets, lapereaux)
- Redoubler : revenir sur ses pas
- Rémouver ou ramouver ou mouver: remuer
- Un siau : seau (commun au normand)
- Une siaulée : contenu d’un seau
- Soigner les bêtes : nourrir et abreuver le bétail
- Du son : tache de rousseur, « avé du son su’la goule », est commun en français sous la forme « taches de son »
- Un sourçin : petite source. Un herbage avec plusieurs sourçins était appelé « sourcineux »
- Super : boire en aspirant (commun au Normand). Se dit aussi pour les œufs qu'on gobe.
- Taler : fouler (pour de l'herbe) en vue de la faire s'étoffer. (Vient peut-être du mot thalle.)
- Tourner en rond comme une pie qu'a pris un coup de gaule: brasser du vent, être étourdi.
- Toupiner : s’affairer sans être efficace à la tâche (commun au Normand)
- Trempé nié : mouillé jusqu'aux os, déformation de "trempé-noyé".
- Un volier : vol ou volée (grande quantité) d'oiseaux